# دانا هاميلتون
دانا هاميلتون (بالإنجليزية: Dana Hamilton)‏ هو موسيقي أمريكي، ولد في 17 نوفمبر 1950.